# Tiny Sandford
Stanley J. "Tiny" Sandford, född 26 februari 1894 i Osage i Iowa, död 29 oktober 1961 i Los Angeles, var en amerikansk skådespelare. Han fick ofta spela poliser eller skurkar.
Sandford är mest känd för sin medverkan i flera av Charlie Chaplins och Helan och Halvans filmer. Han medverkade även i den svenske regissören Victor Sjöströms film Kungar i landsflykt från 1925.

## Filmografi (i urval)
- 1916 – Butikschefen
- 1916 – Greven
- 1917 – Äventyraren
- 1925 – Guldfeber
- 1925 – Kungar i landsflykt
- 1925 – The Perfect Clown
- 1926 – 45 Minutes from Hollywood
- 1927 – Sailors, Beware!
- 1927 – Stor-Slam och Lill-Slam
- 1928 – Cirkus
- 1928 – Lev livet leende
- 1928 – Helan och Halvan i stenåldern
- 1928 – Stor galamiddag
- 1928 – Toffelhjältar på vift
- 1929 – Affär är affär
- 1929 – Hjärtligt välkomna
- 1929 – Helan och Halvan på straffarbete
- 1930 – Festprissar
- 1930 – Helan och Halvan som gatans trubadurer
- 1930 – Arvingar sökes
- 1931 – In igen och ut igen!
- 1931 – Objudna gäster
- 1931 – Alla tiders hjältar
- 1932 – Apkonster och kärlek
- 1933 – Värdshuset Göken
- 1933 – Prilliga patrullen
- 1933 – Helan och Halvan som snickare
- 1934 – Det var två glada gesäller
- 1936 – Bröder i kvadrat
- 1936 – Moderna tider
- 1937 – Vi reser västerut (scener bortklippta)
- 1940 – Diktatorn[5][6]